# Norman Chapman
Norman Chapman (1937-juli 1995) was een Britse drummer. In 1960 speelde hij korte tijd bij The Beatles.
Chapman werd in juni 1960 gevraagd om bij The Beatles, destijds nog The Silver Beetles geheten, te komen als vervanger van de vertrokken Tommy Moore. Hij speelde slechts drie concerten met de band voordat hij werd opgeroepen voor zijn militaire dienst. Hij werd in de band vervangen door Pete Best. Nadat zijn dienstplicht erop zat speelde hij nog voor een aantal lokale bands, waaronder Ernie Mack and The Saturated Seven.
In juli 1995 overleed Chapman op 58-jarige leeftijd aan kanker.